# Marie-Hélène Duvignau
Pour les articles homonymes, voir Duvignau.
 (octobre 2012).
Marie-Hélène Duvignau est une journaliste française de radio née en 1964.

## Biographie
Elle est diplômée de l'Institut d'études politiques de Bordeaux (IEP Bordeaux) et d'un IUT de journalisme. Elle fait ses premiers pas comme journaliste à RFI et dans la presse écrite. En 1989, elle rejoint Radio Classique, dans le sillage de Gérard Bonos, comme chef des informations. Elle est membre d’Asia Presse, pour 20 minutes, Rue89 et Terra Economica.
Elle anime de 2013 à 2015 les tranches d'informations du matin de France Musique, 
À partir de 2015, elle présente les journaux de 13 h et 18 h sur France Musique, ainsi que les titres de l'actualité à 17 h sur France Culture. Elle est également responsable des journaux diffusés à 13 h et 19 h sur les radios associatives membres du réseau Sophia.